# Xavi Moreno
Xavier Moreno Hernández (Torrellas de Llobregat, 5 de noviembre de 2004) es un futbolista español que juega en la demarcación de delantero en el Real Valladolid CF Promesas de la Segunda Federación.

## Trayectoria
Tras formarse como futbolista en las categorías inferiores del Real Valladolid CF, finalmente hizo su debut con el Real Valladolid CF Promesas el 2 de septiembre de 2023 contra el Coruxo FC. El 18 de mayo de 2025 hizo su debut con el primer equipo en un encuentro de la Primera División de España que finalizó con un resultado en contra por 0-1 contra el Deportivo Alavés.

## Clubes
Actualizado al último partido disputado el 18 de mayo de 2025.
| Club                        | País   | Temporada | Partidos | Goles |
| --------------------------- | ------ | --------- | -------- | ----- |
| Real Valladolid CF Promesas | España | 2023-     | 61       | 9     |
| Real Valladolid CF          | España | 2025-     | 1        | 0     |